# 2401 Aehlita
2401 Aehlita este un asteroid din centura principală, descoperit pe 2 noiembrie 1975 de Tamara Smirnova.